# Anslow Gate
Anslow Gate är en by (village) i distriktet East Staffordshire i Staffordshire, England, Storbritannien. Byn ligger emellan Burton upon Trent och Uttoxeter. Byn har cirka 50 invånare och ligger i ett industriområde.